# Стар Бешенов (община)
Община Стар Бешенов (на румънски: Comuna Dudeștii Vechi) е разположена в окръг Тимиш, Румъния. Състои се от 3 населени места. Неин административен център е село Стар Бешенов.

## Население
Численост на населението според преброяванията през годините, по населени места:
| Година | Община Стар Бешенов | с. Стар Бешенов | с. Кеглевич | с. Телепа |
| 1992   | 5130                | 4450            | 577         | 103       |
| 2002   | 4481                | 3881            | 566         | 34        |
| 2011   | 4203                | 3648            | 527         | 28        |